# 学校法人宇都宮学園
学校法人 宇都宮学園（がっこうほうじん うつのみやがくえん）は、栃木県宇都宮市に位置する学校法人の一つ。文星芸術大学を中心に運営している。

## 歴代理事長
- 上野秀文（初代）
- 上野孝子（二代 在任期間：1995年11月15日 - 2013年3月31日）
- 上野憲示（三代 在任期間：2013年4月1日[1] - 2022年10月）
- 上野敬子（四代 在任期間：2022年11月 - 現任）

## 設置教育機関
- 文星芸術大学
- 宇都宮文星短期大学（廃止）
- 文星芸術大学附属中学校・高等学校
- 宇都宮文星女子高等学校
- 宇都宮育英高等学校（廃止）
- 上野記念館（博物館）
- 秀文記念スタジアム（文星芸術大学附属高等学校硬式野球グラウンド）
- 文星サテライト

### 上野記念館

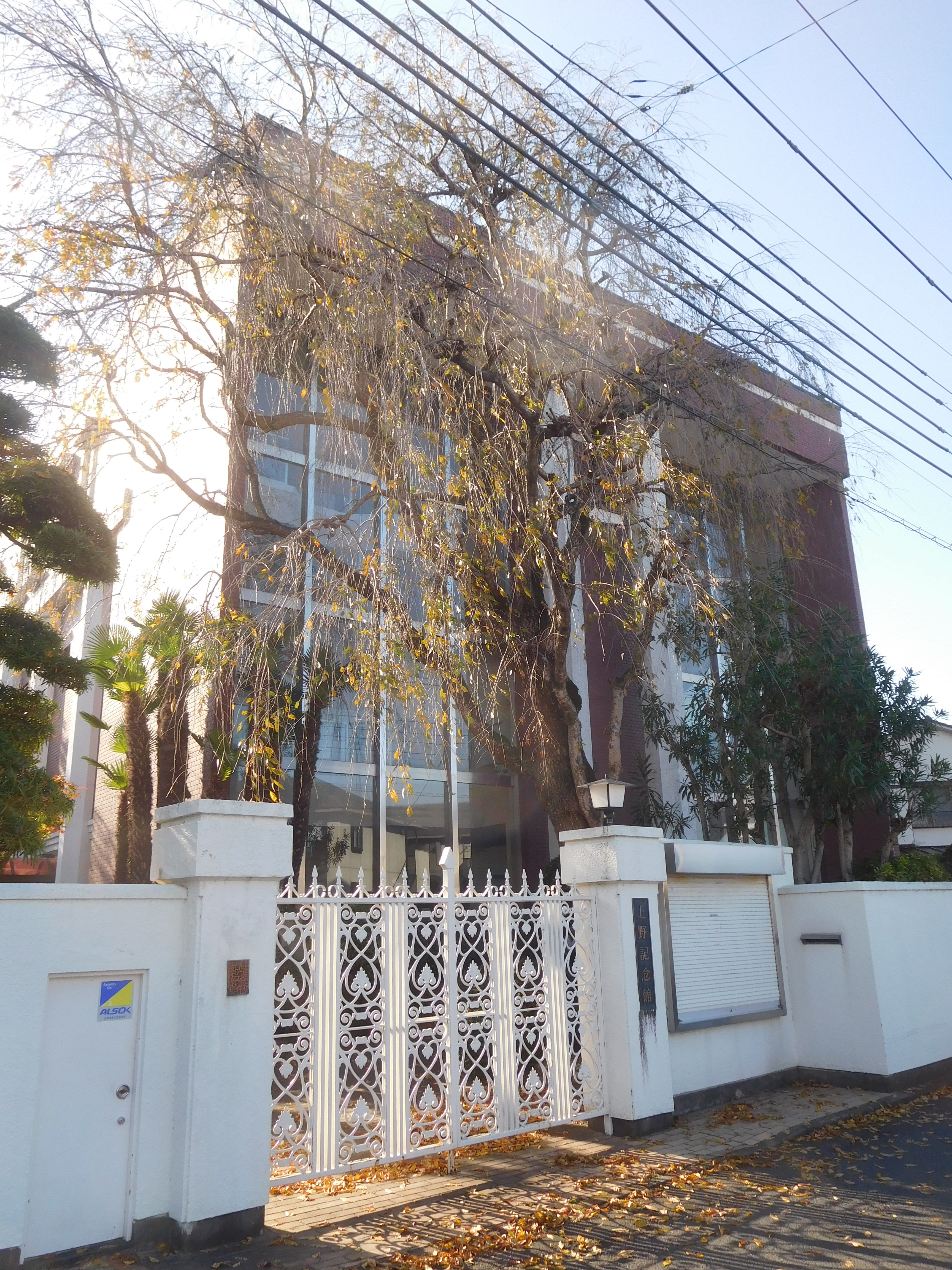
上野記念館

- 創立者上野安紹の遺徳を偲んで、1976年（昭和51年）に落成、その後、1999年（平成11年）栃木県より博物館相当館として指定を受けた。2016年4月よりM割り対象施設[3]となった。建物老朽化により開館日数が規定に満たなくなったため県と法人とで協議し2021年11月2日付で博物館相当施設指定を取り消した[4]。
- 郷土ゆかりの作家や郷土歴史資料を所蔵し、年に2〜3回行われる企画展では、当館所蔵の美術作品・歴史資料を一般公開している。
- 企画展開催時期以外は、文星芸術大学の学生をはじめとし、学校法人宇都宮学園全体の学生・生徒、教職員の教育・研究・研修に使用している。

## 所在地
- 本部：〒320-0058 栃木県宇都宮市上戸祭四丁目8番15号[1]
- 上野記念館：〒320-0032 栃木県宇都宮市昭和2丁目5番8号

## 沿革
- 1911年2月3日 - 宇都宮実用英語簿記学校創設。
- 1915年3月31日 - 宇都宮実業学校と改称。
- 1922年3月 - 栃木県宇都宮実業学校と改称。
- 1929年6月17日 - 姉妹校として 宇都宮女子実業学校創設。
- 1941年6月18日 - 創立30周年記念行事挙行。
- 1943年11月24日 - 栃木県宇都宮実業学校から財団法人栃木県宇都宮実業学校に組織変更、宇都宮女子実業学校から財団法人栃木県宇都宮女子商業学校に組織変更。
- 1944年3月31日 - 宇都宮第二女子商業学校創設。
- 1948年1月23日 - 学制改革によって新制高校へ移行。
  - 栃木県宇都宮実業学校を宇都宮学園高等学校と改称し再び私立に。
  - 宇都宮女子商業学校および宇都宮第二女子商業学校を合併し、宇都宮学園高等学校女子部と改称。
- 1950年9月21日 - 学校法人 宇都宮学園に組織変更。
- 1953年10月7日 - 商業科の他に普通科を置く、組織変更により、宇都宮学園高等学校女子部を宇都宮女子商業高等学校と改称し、独立となる。また栃木県宇都宮実業学校第2本科を宇都宮夜間高等学校として復活させた。
- 1956年9月 -　宇都宮夜間高等学校を宇都宮育英高等学校と改称。
- 1960年6月8日 - 建学50年を迎える。
- 1969年6月23日 - 2代目学校長上野秀文、藍緩褒章受章。
- 1974年4月 - 宇都宮育英高等学校を休校とし、生徒募集を中止
- 1976年4月30日 - 上野記念館竣工。
- 1980年6月8日 - 建学70年記念式典挙行、記念碑建立。
- 1985年11月15日 - 上野安紹、生誕百年記念図書館竣工式。
- 1985年11月20日 - 上野安紹、生誕百年記念式典挙行。
- 1989年4月1日 - 宇都宮文星短期大学開学。
- 1996年4月1日 - 宇都宮女子商業高等学校を宇都宮文星女子高等学校に改称。
- 1999年4月1日 - 文星芸術大学開学し美術学部を設置
- 2000年
  - 3月 - 宇都宮育英高等学校（定時制課程普通科）を廃止
  - 12月 - 宇都宮文星短期大学の美術学科を廃止
- 2003年4月1日 
  - 宇都宮学園高等学校を文星芸術大学附属高等学校に改称。
  - 文星芸術大学大学院修士課程開設。
- 2005年4月1日 - 文星芸術大学附属中学校開校（中高一貫併設校）、文星芸術大学美術学部マンガ専攻開設、文星芸術大学大学院博士後課程開設。
- 2011年
  - 2月3日 - 学校法人創立100周年を迎える。
  - 4月 - 文星芸術大学附属中学校は男女共学になる[5]。
- 2014年 - 文星芸術大学附属中学校からの内部進学により少数の女子生徒が文星芸術大学附属高校に入学。附属中学校と高校英進科の体育祭が中高一貫棟体育祭となった。
- 2018年1月 - 今回の入試より文星芸術大学附属高校英進科1類の単願限定で女子の募集を開始。定員は男女合計で20名[6]。
- 2023年3月31日 - 宇都宮文星短期大学閉学[7]

## 関連人物
- 上野通子 - 参議院議員